# 阿萊西奥·克拉尼奥
阿萊西奥·克拉尼奥（義大利語：Alessio Cragno；1994年6月28日—）是一位意大利足球運動員，在場上的位置是守門員。現效力於意大利足球乙级联赛球隊森多利亞。他曾代表意大利國家足球隊參賽。

## 外部連結
- 阿萊西奥·克拉尼奥在FootballDatabase.eu中的档案
- FIGC Profile （页面存档备份，存于） （義大利語）